# Brachyhypopomus walteri
Brachyhypopomus walteri, denominada comúnmente morenita en Paraguay y cuchillo en Bolivia y Ecuador, es una especie del género de peces de agua dulce Brachyhypopomus, de la familia de los hipopómidos. Habita en ambientes acuáticos tropicales y subtropicales en el centro y centro-sur de Sudamérica.

## Taxonomía
Descripción original
Esta especie fue descrita originalmente en el año 2013 por los ictiólogos John P. Sullivan, Jansen Zuanon y Cristina Cox Fernandes.
Localidad tipo
La localidad tipo referida es: “en las coordenadas: 03°12.6′S 59°59.4′O / -3.2100, -59.9900, dentro de una pradera flotante junto al lago, en el Paraná do Paracuúba, cerca de la desembocadura del río Negro y de la entrada al lago Janauari, aproximadamente a 15 km al sur de Manaus (río Solimões, cuenca amazónica) estado de Amazonas, Brasil”.
Holotipo
El ejemplar holotipo designado es el catalogado como: INPA 8941 (tag número 93-219); se trata de un adulto de sexo indeterminado el cual midió 163 mm de longitud. Fue capturado el 23 de abril de 1993 por J. P. Sullivan y J. Zuanon. Se encuentra depositado en la colección de ictiología del Instituto Nacional de Pesquisas da Amazônia (INPA) en Manaus.
Etimología
Etimológicamente el epíteto específico walteri es un epónimo que refiere al apellido de la persona a quien fue dedicada, el científico Walter Heiligenberg (1938-1994) en honor a sus descubrimientos en el Instituto Scripps de Oceanografía sobre la neurofisiología y el comportamiento de los peces eléctricos, entre los que destaca la “respuesta de evitación de interferencia” en Eigenmannia.
Caracterización y relaciones filogenéticas
Brachyhypopomus walteri es la especie tipo del subgénero Odontohypopomus del género Brachyhypopomus, el cual integra junto a Brachyhypopomus bennetti.

## Distribución
Brachyhypopomus walteri se distribuye en aguas cálidas y templado-cálidas de América del Sur, en las cuencas del Amazonas, del Esequibo y del Plata, llegando por el sur hasta el río Alto Paraná, en un sector perteneciente al sur de Paraguay, en el tramo en que este curso hace de límite entre dicho país y el nordeste de la Argentina. También poseen localidades de colecta Bolivia, Brasil, Ecuador, Guyana y Perú.